# Yabeinosaurus
Yabeinosaurus – rodzaj jaszczurek żyjących we wczesnej kredzie i być może w jurze na terenach współczesnych Chin.
Gatunek typowy rodzaju, Yabeinosaurus tenuis, został opisany w 1942 roku przez Endo i Shikamę jako pierwsza jaszczurka należąca do fauny Jehol. Początkowo uważano Yabeinosaurus za niewielką jaszczurkę spokrewnioną z gekonami, jednak późniejsze odkrycie licznych skamieniałości zwierząt w różnym wieku pozwoliło ustalić, że jest on prawdopodobnie blisko spokrewniony z grupą Scleroglossa, a najbliżej z rodzajem Sakurasaurus. Dorosłe osobniki przekraczały 30 cm długości od czubka pyska do kości miednicznej i miały czaszkę o silnie żłobionej powierzchni.
Skamieniałości Yabeinosaurus tenuis pochodzą z formacji Yixian i znajdującej się bezpośrednio nad nią formacji Tiaojishan, których osady datuje się na 125–120 mln lat. Holotyp Y. youngi (IVPP V961), opisanego przez Hoffstettera w 1964 roku, pochodzi prawdopodobnie z osadów młodszych od Y. tenuis, choć dokładne datowanie jest niepewne. Wang i Li (2008) uznali ten gatunek za wątpliwy, jednak Evans i Wang (2012) stwierdzili, że wyraźnie różni się on od Y. tenuis budową kończyn. Jeśli włączyć Y. youngi do Yabeinosaurus, zasięg kopalny tego rodzaju objąłby również jurę.
Pomiędzy żebrami dwóch okazów odnaleziono kości ryb, co dowodzi, że Yabeinosaurus potrafił polować w wodzie, jednak budowa jego szkieletu nie wskazuje, by był on zwierzęciem wodnym. U jednego okazu odkryto również co najmniej 15 zarodków w podobnym etapie rozwoju, co dowodzi żyworodności tych jaszczurek (wykluczono, by małe jaszczurki stanowiły posiłek). Ciężarna samica w chwili śmierci mierzyła 19,2 cm długości od pyska do miednicy i nie była w pełni dojrzała szkieletowo. Yabeinosaurus jest najstarszym znanym przedstawicielem łuskonośnych cechującym się żyworodnością.